# Paul Matussek
Paul Matussek (* 1. Februar 1919 in Berlin; † 19. Juni 2003 in Wimpersing/Chieming) war ein deutscher Neurologe, Psychiater und Psychoanalytiker.

## Leben
Paul Matussek studierte ab 1937 in Breslau, Berlin, Würzburg und Heidelberg. Er begann mit einem Medizinstudium und belegte zeitgleich Theologie, wechselte später aber zur Philosophie bei Nicolai Hartmann und Psychologie bei Eduard Spranger.
1944 wurde Matussek in Berlin über die Historisch-kritische Darstellung der Lehre vom Gewissen bei Ree, Wundt, Paulsen, Rümelin, Scheler und Stoker zum Dr. phil. promoviert. Eine zweite Promotion zum Dr. med. folgte 1946 in Heidelberg mit der Dissertation über Metaphysische Probleme der Medizin. Ein Beitrag zur Prinzipienlehre der Psychotherapie. Von 1946 bis 1950 arbeitete er als wissenschaftlicher Assistent in einer Heidelberger Psychiatrischen Klinik. 1952 habilitierte er sich bei Kurt Schneider in Heidelberg mit der Arbeit über Die allgemeine Psychopathologie und das Symptom der Wahnwahrnehmung.
Ab 1952 übernahm er eine Lehrtätigkeit als Privatdozent an der Universität München und begann seine Forschungstätigkeit am Max-Planck-Institut für Psychiatrie in München. 1956 folgte die Ernennung zum Professor für Psychiatrie an der Universität München.
Unter seiner Leitung wurde 1966 eine selbstständige „Forschungsstelle für Psychopathologie und Psychotherapie in der Max-Planck-Gesellschaft“ eingerichtet, die er bis 1984 als Direktor leitete und die nach seiner Emeritierung geschlossen wurde (Jahr der Schließung dann 1987). Anschließend wirkte er bis zu seinem Tod als Präsident der Stiftung für analytische Psychiatrie in München.
Matussek ist Autor zahlreicher Publikationen, darunter Endogene Depression (1965, gemeinsam mit Amrei Halbach und Ursula Troeger), Ideologie, Glaube und Gewissen (1965, gemeinsam mit Richard Egenter), Die Konzentrationslagerhaft und ihre Folgen (1971), Kreativität als Chance (1974) sowie von Veröffentlichungen in wissenschaftlichen Zeitschriften. Seit Anfang der 1990er Jahre bis zu seinem Tod entwickelte er ein Psychosenmodell, das über den klinischen Bereich hinaus Wahntendenzen erkennen hilft – auch bei vermeintlich stabilen, äußerlich erfolgreichen Personen. Die biographischen Fallstudien hierzu erstellte der Kulturwissenschaftler Peter Matussek, ein Neffe von Paul Matussek. Früchte dieser Zusammenarbeit sind u. a. die beiden Bände Analytische Psychosentherapie (1993 und 1997) und das Buch Hitler. Karriere eines Wahns (2000, mit Jan Marbach).
Paul Matussek war ein Bruder des Biochemikers Norbert Matussek. Peter Matussek, Matthias Matussek und Thomas Matussek sind seine Neffen.

## Schriften (Auswahl)
- Historisch-kritische Darstellung der Lehre vom Gewissen bei Ree, Wundt, Paulsen, Rümelin, Scheler und Stoker. Dissertation, Universität Berlin, 1944.
- Metaphysische Probleme der Medizin: Ein Beitrag zur Prinzipienlehre der Psychotherapie. Springer, Berlin 1948 (Dissertation, Universität Heidelberg, 1946).
- Die Allgemeine Psychopathologie und das Symptom der Wahnwahrnehmung.
- mit Amrei Halbach und Ursula Troeger: Endogene Depression: Eine statistische Untersuchung unbehandelter Fälle. Urban & Schwarzenberg, München 1965.
- mit Richard Egenter: Ideologie, Glaube und Gewissen. Diskussion an der Grenze zwischen Moraltheologie und Psychotherapie. Droemer Knaur, München 1965.
- Die Konzentrationslagerhaft und ihre Folgen. Springer, Berlin 1971, ISBN 3-540-05214-3.
- Kreativität als Chance. Der schöpferische Mensch in psychodynamischer Sicht. Piper, München 1974, ISBN 3-492-02091-7.
- Analytische Psychosentherapie. 2 Bände. Springer, Berlin 1993/1997, ISBN 3-540-56029-7, ISBN 3-540-62044-3.
- (mit Peter Matussek, Jan Marbach) Hitler. Karriere eines Wahns. Herbig, München 2000, ISBN 3-7766-2184-2.